# Triumfetta mollissima
Triumfetta mollissima là một loài thực vật có hoa trong họ Cẩm quỳ. Loài này được Kunth miêu tả khoa học đầu tiên năm 1821.